# While My Guitar Gently Weeps
"While My Guitar Gently Weeps" är en låt skriven av George Harrison och framförd av den engelska popgruppen The Beatles. Låten spelas i filmen Across the Universe.

## Om låten och inspelningen
Låten skrevs i Indien och var ursprungligen tänkt för akustisk gitarr. Frasen ”gently weeps” hade Harrison hittat i en bok. Han arrangerade vid hemkomsten om den för elektrisk gitarr och ägnade flera dagar (25 juli, 16 augusti, 3, 5, och 6 september 1968) åt att få det gitarrljud han ville ha utan att lyckas. Under en av sessionerna (3 september) var Ringo Starr frånvarande, efter att 22 augusti sagt sig ha lämnat gruppen, så Paul McCartney skötte trumspelandet. Till näst sista sessionen var han emellertid tillbaka efter övertalning från de andra. Då Harrison ännu inte lyckats få det gitarrljud han ville ha, bad han sin gode vän Eric Clapton komma till studion och vid sista inspelningsdagen (6 september) blev Harrison nöjd. Allt som allt ägnades 37 timmar åt låten, som blivit en av Harrisons mest kända låtar. Låten kom med på LP-skivan The White Album, som utgavs i England 22 november 1968 och USA tre dagar senare.